# Tercer infinito
Tercer infinito es el quinto álbum de estudio de Celeste Carballo, lanzado en 1998.
En octubre de 1998 salió a la venta el disco "Tercer Infinito", el noveno trabajo en la carrera de Celeste Carballo (quinto como solista), se trata de un disco basado en la armonía del blues, ritmos funkies y repleto de imágenes costumbristas en los textos, creando una colección de crónicas porteñas. 
Excelentes climas que provocan ganas de bailar y que hacen ver las calles de la ciudad en movimiento. Con este disco, Celeste vuelve a sus orígenes en el rock y el blues.

## Lista de temas
1. Like a Dream. (Celeste Carballo)
2. Qué Pasó con Louis Blues? (Celeste Carballo)
3. Entendemos. (Celeste Carballo)
4. Mendigos. (Celeste Carballo)
5. Azul. (Celeste Carballo)
6. El Arbolito. (Celeste Carballo)
7. Para Salir de Devoto. (Celeste Carballo)
8. Ahá. (Celeste Carballo)
9. Tercer Infinito. (Celeste Carballo)
10. 5 y 20. (Celeste Carballo)
11. Hice un Juramento. (Celeste Carballo)